# Буйлук Анатолій Андрійович
Анато́лій Андрі́йович Буйлу́к (27 вересня 1981 — 20 січня 2015) — сержант Збройних сил України, 81-а окрема аеромобільна бригада — 90-й окремий аеромобільний батальйон, учасник російсько-української війни. Один із «кіборгів».

## З життєпису
Народився 27 вересня 1981 року в селі Кацмазів Жмеринського району Вінницької області. Молодший син в багатодітній родині.
У 1999-2001 роках проходив строкову військову службу в 25-й окремій повітрянодесантній бригаді.
В серпні 2014 року мобілізований до лав Збройних Сил України. Сержант 90-го окремого аеромобільного батальйону.
З листопада 2014 року брав участь в антитерористичній операції на Сході України.
20 січня 2015-го зник безвісти під час бою з російськими збройними формуваннями під Донецьким аеропортом в часі прориву для евакуації поранених.
Впізнаний за експертизою ДНК, похований у селі Кацмазів 9 квітня 2015 року.
Залишились батьки, дві сестри та брат.

## Нагороди та вшанування
- Указом Президента України №  311/2015 від 4 червня 2015 року, «за особисту мужність і високий професіоналізм, виявлені у захисті державного суверенітету та територіальної цілісності України, вірність військовій присязі», нагороджений орденом «За мужність» III ступеня (посмертно)[1].
- Нагороджений нагрудним знаком «За оборону Донецького аеропорту» (посмертно).
- 27 вересня 2015 року в селі Кацмазів на будівлі загальноосвітньої школи (вулиця Першотравнева, 2), де навчався Анатолій Буйлук, йому відкрито меморіальну дошку.
- Вшановується в меморіальному комплексі «Зала пам'яті», в щоденному ранковому церемоніалі 20 січня[2][3].